# 美國下層階級
美國下層階級，是指那些處於或接近社會經濟等級低端的人。與美國的所有社會階層一樣，下層階層級的定義是鬆散的，其界限和定義受到辯論和模棱兩可的民意的影響。
W·勞埃德·華納、丹尼斯·吉伯特和詹姆斯·亨斯林等美國社會學家將下層階層一分為二。吉伯特使用的當代劃分標準將下層階層分為工作窮人和下層階層。從事服務業和低級體力勞動者通常被確定為貧困勞動者，那些不參加工作並依靠公共援助作為主要收入來源的人通常被確定為下層階級的成員。總的來說，這個詞指的是那些容易填補的就業職位，幾乎沒有聲望或經濟報酬的人，他們往往缺乏高中教育，並且在某種程度上被剝奪了主流社會的權利。對這一類成員的家庭數量的估計因定義而異。根據鄧尼斯·吉伯特的數據，大約四分之一的美國家庭處於下層階級;13%是貧困勞動者，12%是下層階級成員。雖然下層工人階級中的許多人受雇於服務業工作，但缺乏勞動力參與仍然是下層階級經歷經濟困境的主要原因。2005年，收入最低的五分之一人口中的大多數家庭（56%）沒有收入者，而65%的家庭沒有工作。這與前五分之一的家庭形成鮮明對比，其中76%的家庭有兩個或兩個以上的收入來源。
缺乏教育程度和殘疾是就業不充足的主要原因。許多家庭收入高於或低於貧困線，這取決於家庭成員的就業狀況而定。雖然只有大約12%的家庭在某個時間點低於貧困線，但全年任何時候都低於貧困線的家庭比例要高得多。工人階級以及在職窮人何如果失業，可能會低於貧困線。在任何一年中，大約每五個家庭中就有一個（20%）在某個時候低於貧困線，而多達40%的家庭可能在十年內陷入貧困。